# Welser Basketball Club Wels
Il W.B.C. Wells è una società cestistica avente sede a Wels, in Austria. Fondata nel 2000 dalla fusione dell'Union Wels e dell'ABC Sparkasse Wels, gioca nel campionato di pallacanestro austriaco.

## Palmarès
- Campionato austriaco: 1

2009
- Coppa d'Austria: 2

2006, 2024
- Supercoppa d'Austria: 1

2016

## Cestisti
- Ali Farokhmanesh 2011-2013